# 1469

## Události
- Hanuš II. z Kolovrat zvolen proboštem pražské kapituly a administrátorem pražského arcibiskupství.
- 26. února kapituloval uherský král Matyáš Korvín, obležený vojsky českého krále Jiřího z Poděbrad u Vilémova.
- 19. října sňatkem Ferdinanda Aragonského s Isabelou Kastilskou skončil staletý boj o moc mezi španělskými královstvími a začal velký sjednocovací proces španělského národa.

### Probíhající události
- 1455–1487 – Války růží
- 1467–1477 – Válka Ónin
- 1468–1478 – Česko-uherské války

## Narození
- 20. února – Tommaso de Vio, italský filozof, teolog, kardinál († 10. srpna 1534)
- 3. května – Niccolo Machiavelli, italský politik, diplomat, spisovatel, historik a vojenský teoretik († 21. června 1527)
- 31. května – Manuel I. Portugalský, portugalský král († 13. prosince 1521)
- 20. června – Gian Galeazzo Sforza, mílánský vévoda († 22. října 1494)
- 20. října – Guru Nának, zakladatel Sikhismu († 1539)
- Juan del Encina, španělský skladatel básník a dramatik († 1529)

## Úmrtí
- 8. října – Filippo Lippi, italský renesanční malíř (* 1406)
- Moctezuma I., aztécký vládce (* 1390)

## Hlavy států
- České království – Jiří z Poděbrad
- Svatá říše římská – Fridrich III.
- Papež – Pavel II.
- Anglie – Eduard IV.
- Dánsko – Kristián I. Dánský
- Francie – Ludvík XI.
- Polsko a Litva – Kazimír IV. Jagellonský
- Uhersko a Chorvatsko – Matyáš Korvín
- Osmanská říše – Mehmed II.
- Norsko – Kristián I. Dánský
- Portugalsko – Alfons V.
- Švédsko – Karel VIII. Knutsson